# 皇擬花鮨
皇擬花鮨，又稱皇擬花鱸，被IUCN列為次級保育類動物，為輻鰭魚綱鱸形目鱸亞目鮨科的其中一種，分布於中東太平洋馬克薩斯群島海域，棲息深度可達30公尺，體長可達6.2公分，為底棲性魚類，屬肉食性，生活習性不明。

## 擴展閱讀
維基物種上的相關：皇擬花鮨